# Blood Car
Blood Car ist ein US-amerikanischer Independentfilm von Alex Orr. Er wurde 2007 uraufgeführt.

## Handlung
Zwei Wochen in der Zukunft: die Ölkrise hat dramatische Formen angenommen. Kaum jemand kann es sich noch leisten, ein Auto zu benutzen. Archie Andrews, Grundschullehrer und überzeugter Veganer, bastelt in seiner Freizeit an einem Motor, der auf Grundlage von Weizengrassaft angetrieben werden soll. Bei einem seiner zahlreichen Versuche gerät etwas Blut von Archie in die Maschine und der Motor läuft wie geschmiert. Bei einer Probefahrt lernt er Denise, die lokale Fleischverkäuferin kennen. Er lädt sie in seinen Wagen ein, aber mitten im Blowjob geht ihm das Benzin aus. Er rüstet seinen Wagen nun mit einem Ventilator im Kofferraum aus, der als Häcksler funktioniert und das Blut direkt in den Tank leitet. Archie, von seinem Gewissen geplagt, aber scharf auf ein weiteres Treffen mit Denise, begibt sich mit seinem Luftgewehr auf die Jagd. Die getöteten Eichhörnchen, Hunde und Vögel bringen jedoch nicht den gewünschten Erfolg. Erst als er seine tote Nachbarin in den Kofferraum steckt, beginnt der Wagen wieder zu fahren. Mit Denise erlebt er einige Nächte voller Perversionen, doch er braucht immer mehr Leichen. Ein Vietnamkriegsveteran und zwei Regierungsbeamte, die versuchen den Wagen zu stehlen, werden seine Opfer. Er beginnt auch unschuldige Menschen zu töten, um seine sexuellen Gelüste mit Denise zu befriedigen. Als diese eines Tages nicht da ist, nimmt er die Tofuverkäuferin Lorraine mit sich nach Hause. Diese hatte schon lange ein Auge auf Archie geworfen, doch dieser denkt nur an Denise. Als Lorraine nach dem Sex duschen geht, bemerkt er den Anrufbeantworter. Denise will ihn in einem Steakhaus treffen.
Die Regierung ist gerade dabei seinen Wagen zu stehlen, doch Archie kann die beiden Beamten aufhalten und bringt sie zur Strecke. Blutüberströmt fährt er zum Treffpunkt und wirft dort seine letzten Grundsätze über Bord: er frisst Barbecue. Die beiden verleben eine turbulente Nacht. Auf seinem Arbeitsplatz angekommen, immer noch voller Blut, beginnt er gerade eine Geschichte über den Tibetkonflikt vorzulesen. Die Regierungsbeamten stürmen die Klasse und bitten ihn zum Verhör. Sie schlagen ihm einen Deal vor: Archie soll für sie die Motoren entwerfen, dafür würde er den höchsten Posten irgendeines Landes erhalten. Archie schlägt ein und die Beamten säubern sein bisheriges Leben: die Grundschulklasse, Lorraine und Denise werden exekutiert und Archie zieht ins Weiße Haus ein.

## Hintergrund
Der Independent-Streifen wurde mit einem Budget von 14.000 US-Dollar realisiert. Die Kulissen beschränken sich deswegen auf ein Minimum. Mit Anna Chlumsky als unscheinbare Tofuhändlerin konnte ein ehemaliger Kinderstar gewonnen werden. Es ist Alex Orrs erster Film auf Spielfilmlänge, vorher hatte er nur Kurzfilme gedreht.
Der Film versteht sich als schwarzhumorige Satire auf den Blut-für-Öl-Konflikt. Der Film beinhaltet einige Reminiszenzen an Der letzte Tango in Paris, Amadeus, Der kleine Horrorladen und diverse Splatter- und Grindhouse-Filme.

## Kritiken
„Momentan fallen die Spritpreise in den USA wieder und so wird der Menschheit ein blutbetriebenes Auto wohl noch einige Zeit erspart bleiben. Bis dahin kann man ruhigen Gewissens mit „Blood Car“ seinen Spaß haben. Denn auch wenn es dem Drehbuch an genügend Zündstoff und Kreativität für die vollen 70 Minuten mangelt, so werden sich Freunde des pechschwarzen Humors trotzdem über die immer abstruseren Spritbeschaffungsmethoden beeumeln.“

## Auszeichnungen
Der Film wurde auf diversen Independent-Festivals ausgezeichnet:
- Atlanta Horror Festival 2007: „Bester Film“
- Chicago Underground Film Festival 2007: „Preis der Jury“ – Best Narrative Feature Film
- Cinequest San Jose Film Festival 2007: „New Vision Award“ – Best Director
- Philadelphia FirstGlance Film Festival 2007: „Festival Ward“ – Feature Narrative